# Bodianus
Genre
Bodianus est un genre de poissons marins de la famille des Labridés.

## Liste d'espèces
Selon World Register of Marine Species (26 avril 2014) :
- Bodianus albotaeniatus (Valenciennes, 1839)
- Bodianus anthioides (Bennett, 1832)
- Bodianus axillaris (Bennett, 1832)
- Bodianus bathycapros Gomon, 2006
- Bodianus bilunulatus (Lacepède, 1801)
- Bodianus bimaculatus Allen, 1973
- Bodianus busellatus Gomon, 2006
- Bodianus cylindriatus (Tanaka, 1930)
- Bodianus diana (Lacepède, 1801)
- Bodianus dictynna Gomon, 2006
- Bodianus diplotaenia (Gill, 1862)
- Bodianus eclancheri (Valenciennes, 1846)
- Bodianus flavifrons Gomon, 2001
- Bodianus flavipinnis Gomon, 2001
- Bodianus frenchii (Klunzinger, 1879)
- Bodianus insularis Gomon & Lubbock, 1980
- Bodianus izuensis Araga & Yoshino, 1975
- Bodianus leucosticticus (Bennett, 1832)
- Bodianus loxozonus (Snyder, 1908)
- Bodianus macrognathos (Morris, 1974)
- Bodianus macrourus (Lacepède, 1801)
- Bodianus masudai Araga & Yoshino, 1975
- Bodianus mesothorax (Bloch & Schneider, 1801)
- Bodianus neilli (Day, 1867)
- Bodianus neopercularis Gomon, 2006
- Bodianus opercularis (Guichenot, 1847)
- Bodianus oxycephalus (Bleeker, 1862)
- Bodianus paraleucosticticus Gomon, 2006
- Bodianus perditio (Quoy & Gaimard, 1834)
- Bodianus prognathus Lobel, 1981
- Bodianus pulchellus (Poey, 1860)
- Bodianus rubrisos Gomon, 2006
- Bodianus rufus (Linnaeus, 1758)
- Bodianus sanguineus (Jordan & Evermann, 1903)
- Bodianus scrofa (Valenciennes, 1839)
- Bodianus sepiacaudus Gomon, 2006
- Bodianus solatus Gomon, 2006
- Bodianus speciosus (Bowdich, 1825)
- Bodianus tanyokidus Gomon & Madden, 1981
- Bodianus thoracotaeniatus Yamamoto, 1982
- Bodianus trilineatus (Fowler, 1934)
- Bodianus unimaculatus (Günther, 1862)
- Bodianus vulpinus (Richardson, 1850)

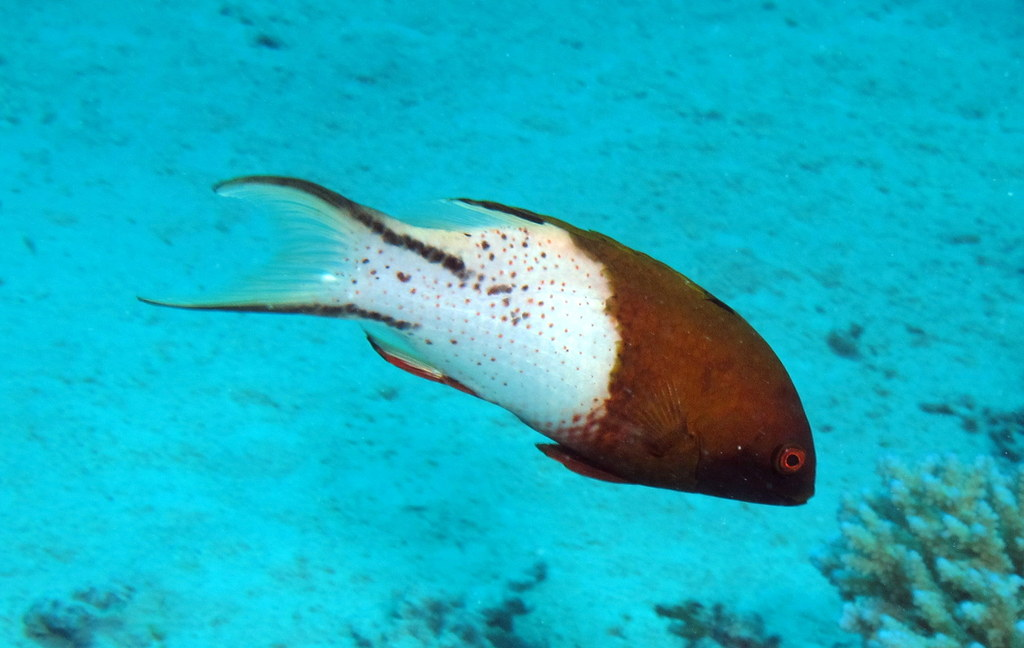
Bodianus anthioides
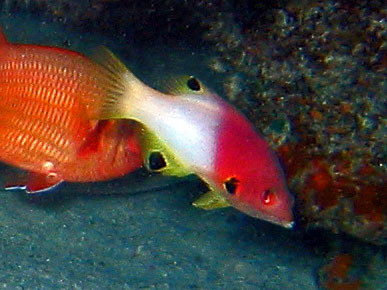
Bodianus axillaris
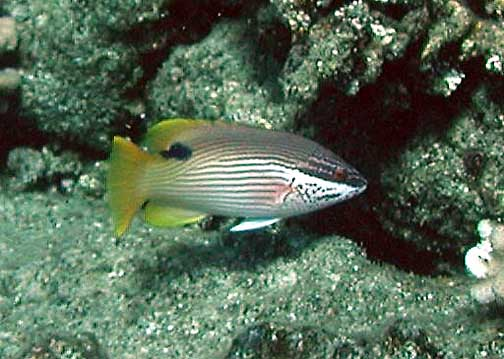
Bodianus bilunulatus
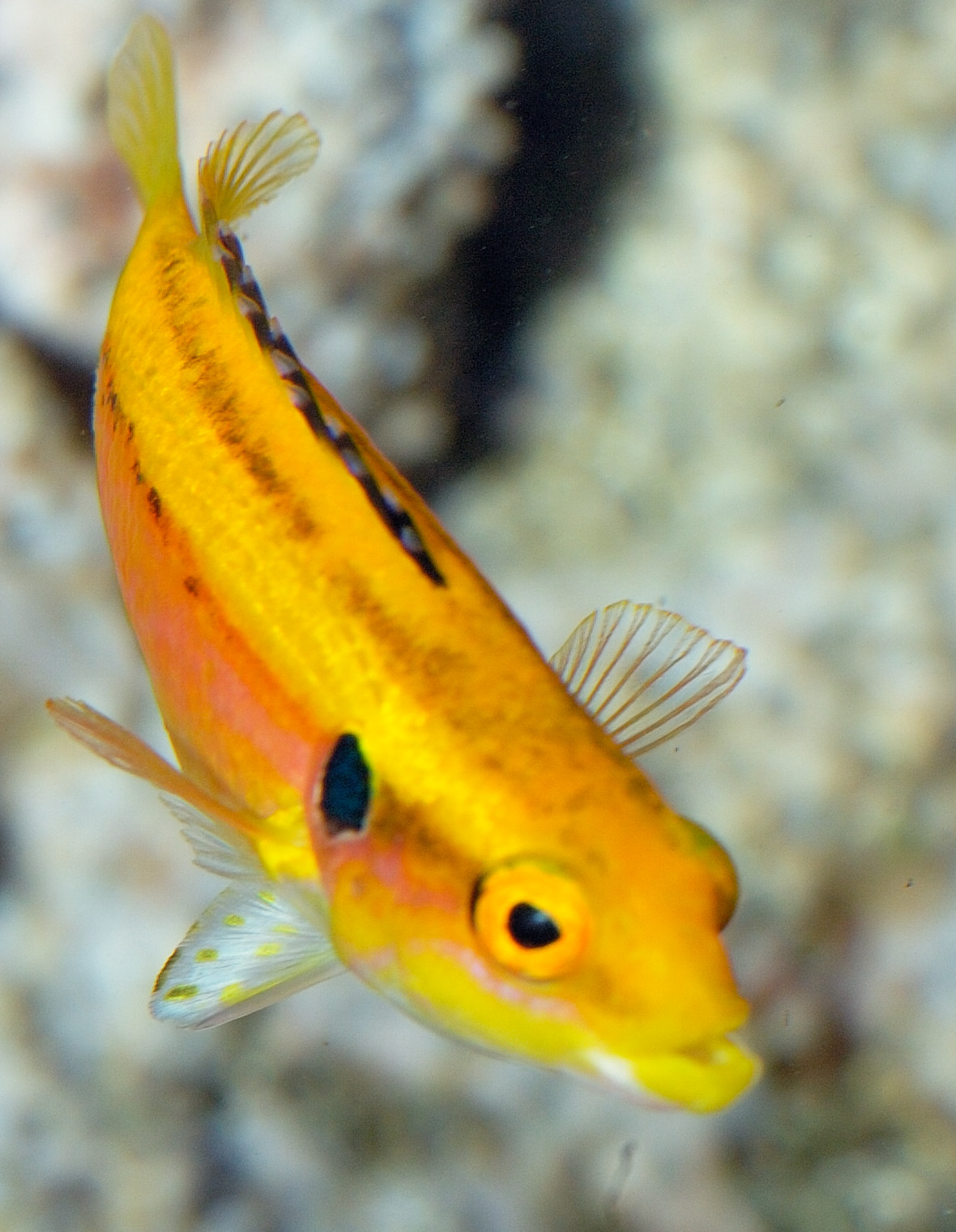
Bodianus cf. bimaculatus
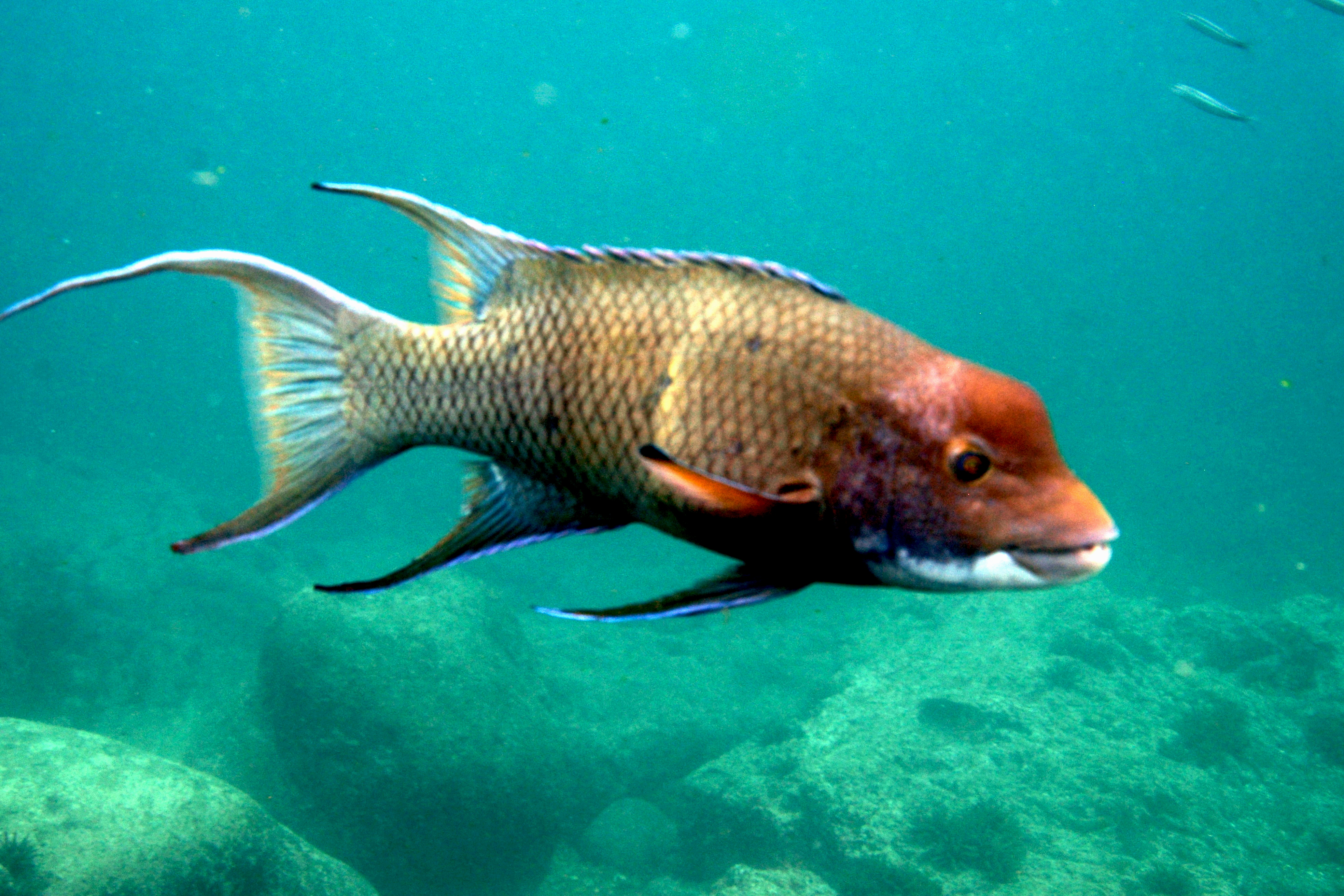
Bodianus diplotaenia
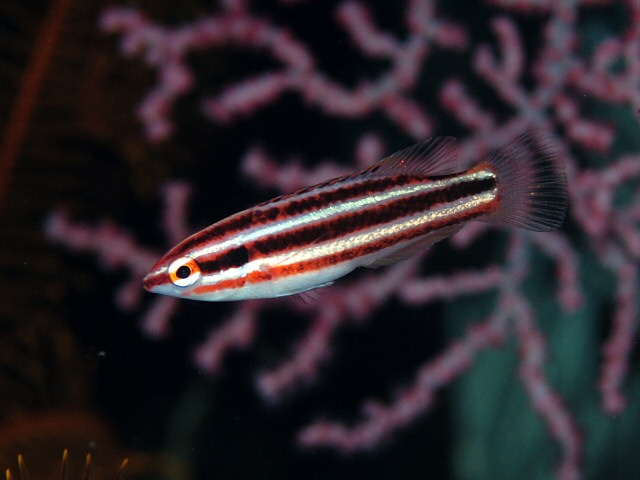
Bodianus izuensis
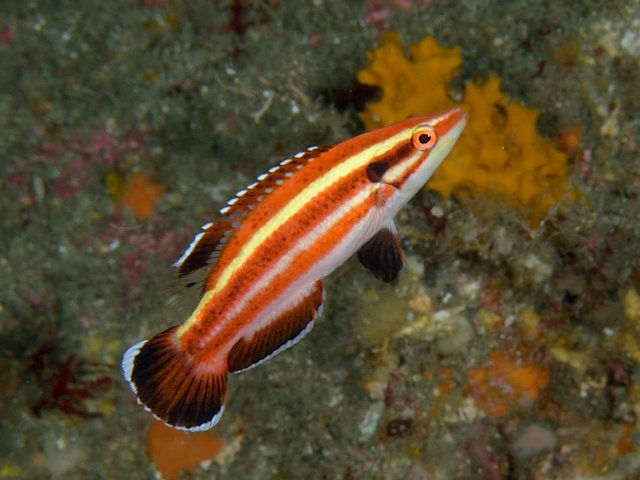
Bodianus masudai
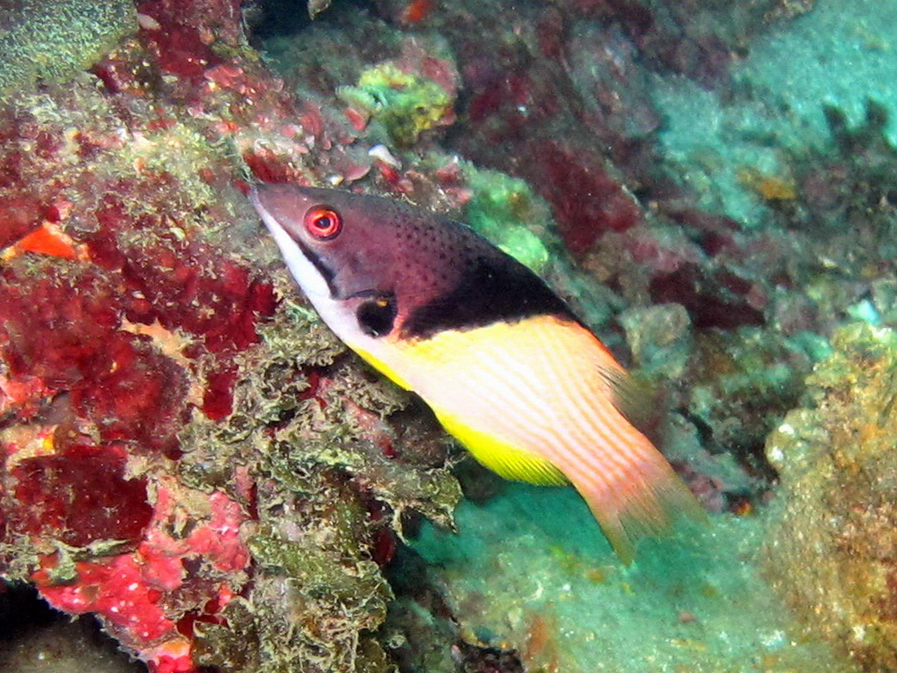
Bodianus mesothorax
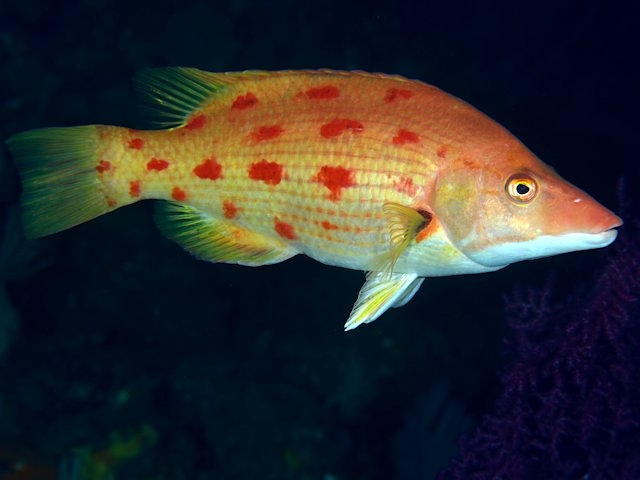
Bodianus oxycephalus
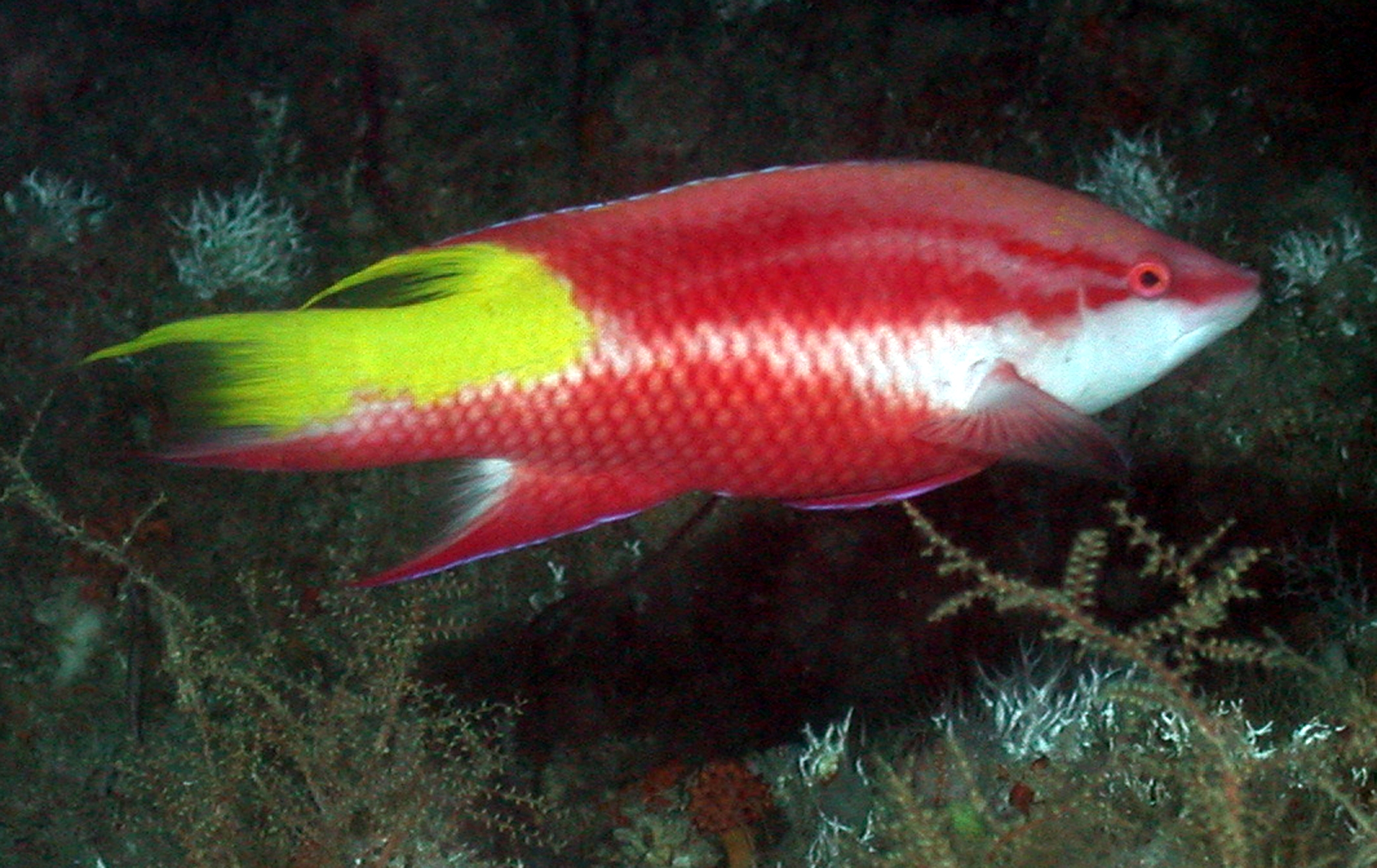
Bodianus pulchellus
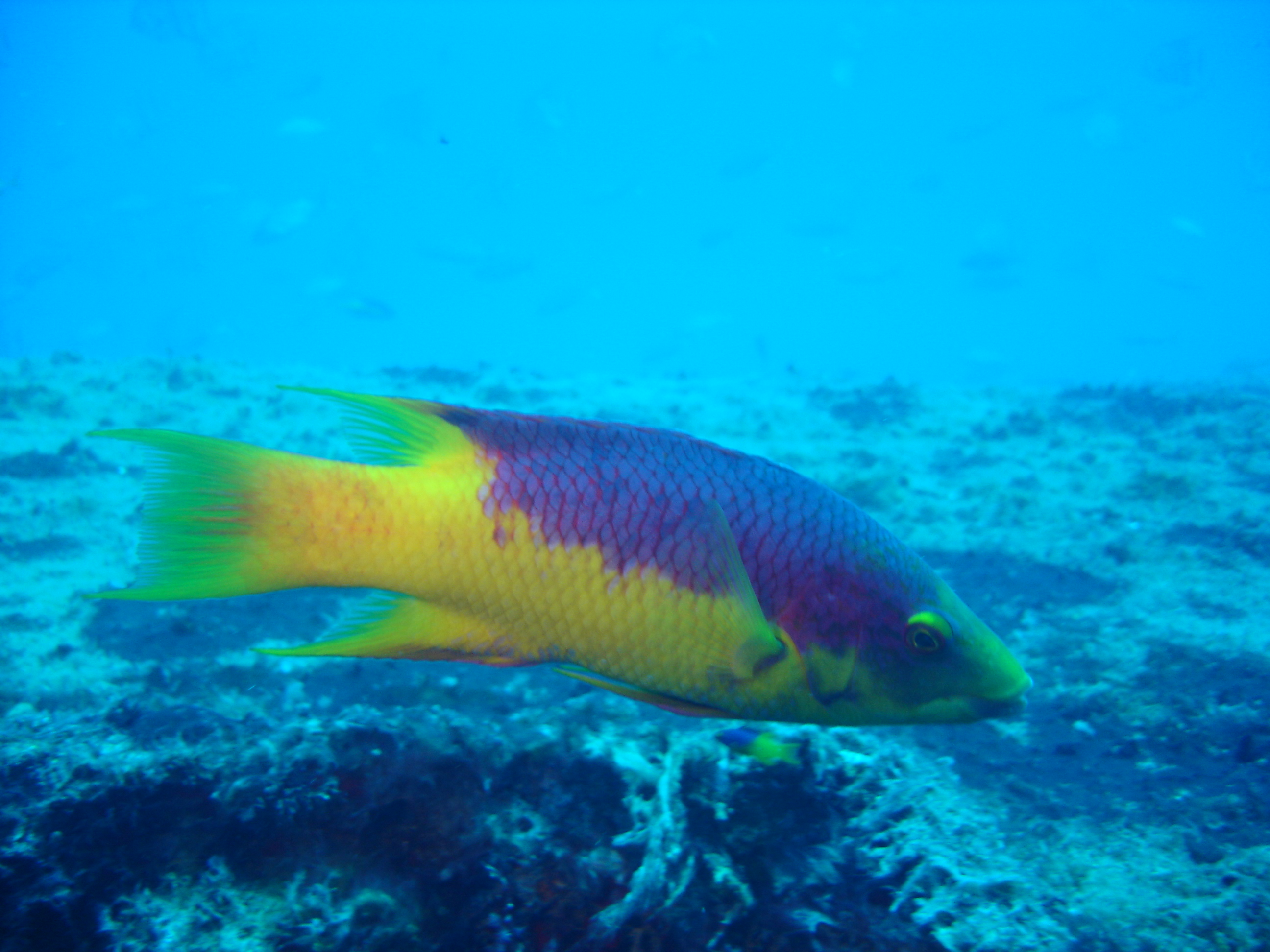
Bodianus rufus
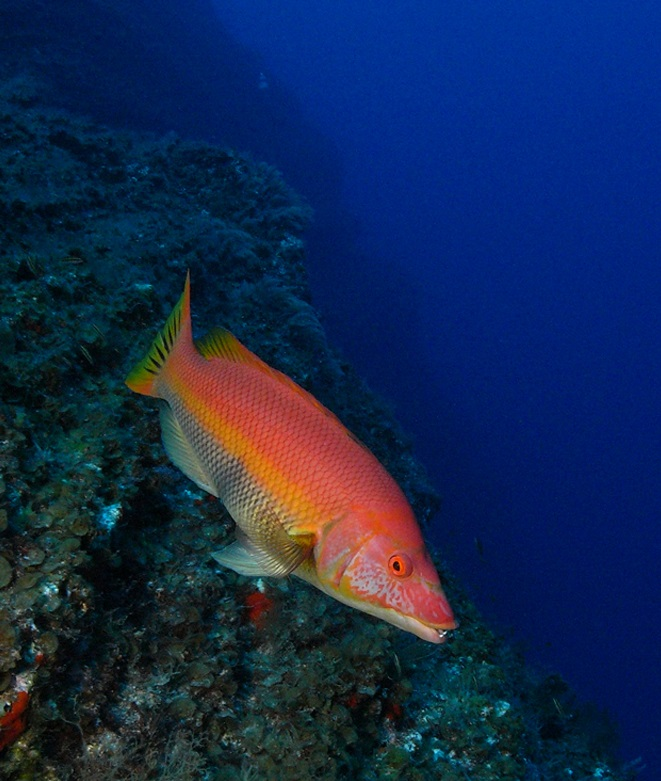
Bodianus scrofa
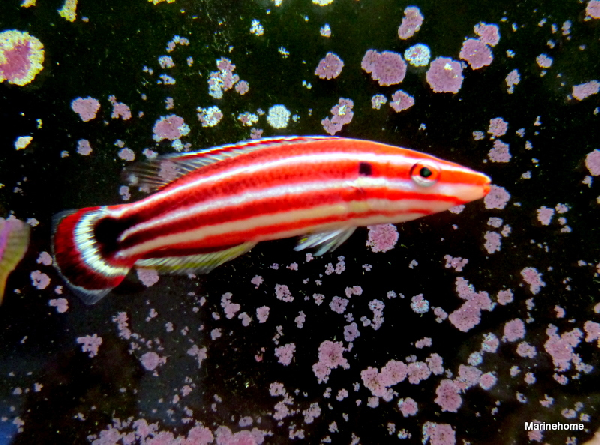
Bodianus sepiacaudus
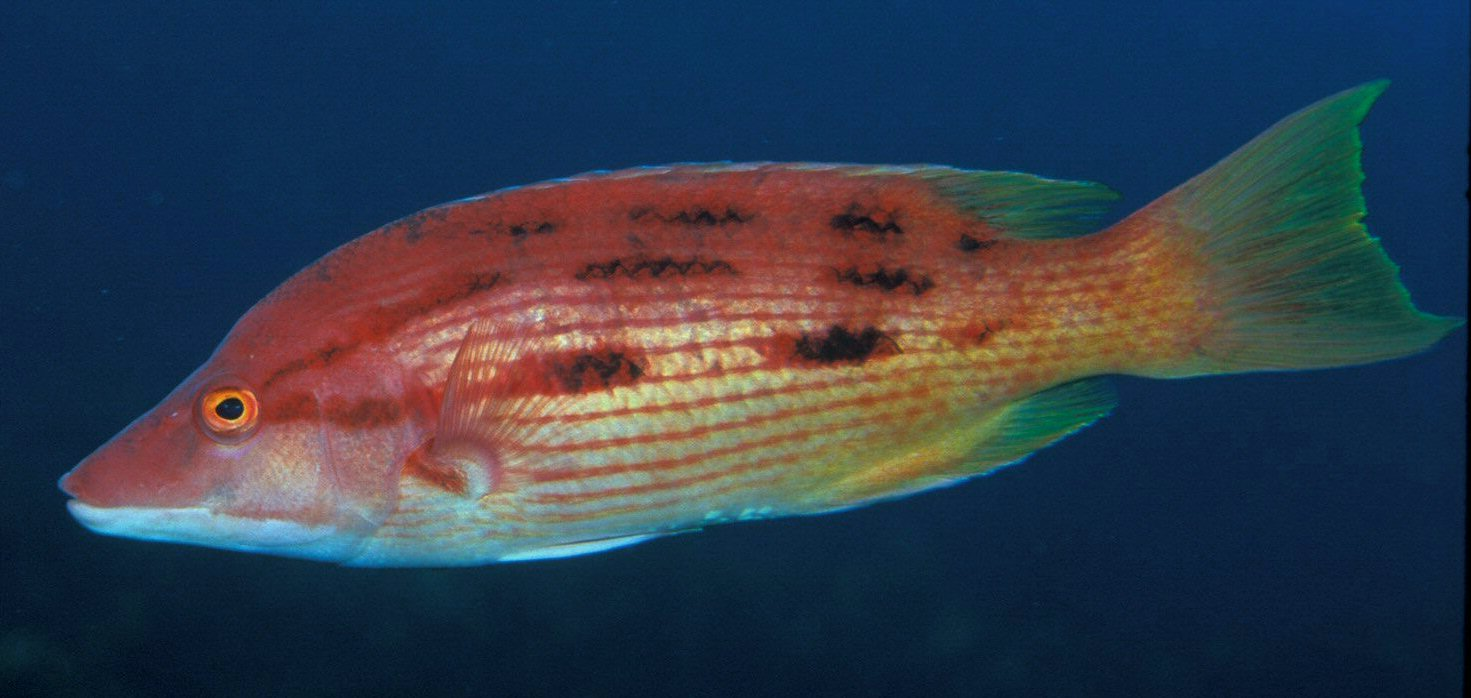
Bodianus unimaculatus